# Sambucus wightiana
Sambucus wightiana är en desmeknoppsväxtart som beskrevs av Nathaniel Wallich. Sambucus wightiana ingår i släktet flädrar, och familjen desmeknoppsväxter. Inga underarter finns listade i Catalogue of Life.